# 莱佛士码头一号
莱佛士码头一号（英語：One Raffles Quay，簡稱：ORQ）位於新加坡萊佛士坊，由美國KPF建築師事務所設計，2006年8月落成，分為南北兩座，南座樓高29層，北座高50層，大廈底部直接連接萊佛士坊地鐵站J出口。
知名租客包括：蘇格蘭皇家銀行（南塔23樓）、巴克萊資本（南塔28樓）、瑞士信貸集團、德意志銀行、法國興業銀行、瑞銀集團、湯森路透、安永會計師事務所（北塔18樓）、CVC Capital Partners、台北富邦銀行（北塔1903室）、字节跳动等。另外，本項目土地內亦包括一座服務式公寓－濱海灣軒，但劃歸濱海灣金融中心管理。

## 北座
北座寫字樓高245米，共50層。

### 入駐租戶
- 瑞銀集團（50樓）
- 瑞聯銀行（38樓）
- 裕信銀行（3601室）
- 香港置地（新加坡）私人有限公司（3403室）
- 星迈黎亚 (Samanea Group)（19樓）
- CVC资本合伙公司（3401B-02室）
- King & Spalding律師事務所（31樓）
- Everbridge Partners Pte.Ltd.（30樓）
- 台灣德事商務中心（25樓）
- 瑞穗銀行（24樓）
- 加拿大豐業銀行（20樓）
- 台北富邦銀行（1903室）
- 安永會計師事務所（18樓）
- Shenton Medical Group（902室）

## 南座
南座寫字樓高139.9米，共29層。

### 入駐租戶
- 巴克萊資本（28樓）
- 荷蘭銀行（25-26樓）
- Natwest Markets Plc（2310室）
- 蘇格蘭皇家銀行（2301室）
- 德意志銀行（15、17-18樓）

## 服務式住宅
服務式住宅名為濱海灣軒，屬濱海灣金融中心管理。